# Трибзес
Трибзес (нем. Tribsees) — город в Германии, в земле Мекленбург-Передняя Померания.
Входит в состав района Северная Передняя Померания. Подчиняется управлению Рекниц-Требельталь. Население составляет 2630 человек (на 31 декабря 2010 года). Занимает площадь 54,75 км². Официальный код — 13 0 57 085.
Город подразделяется на 5 городских районов.

## Фотографии

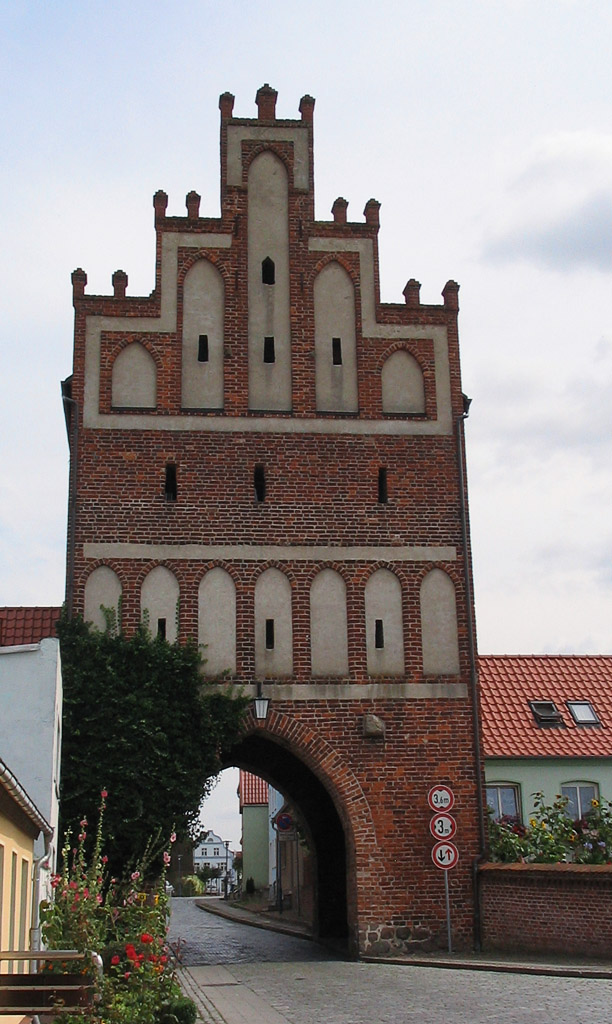
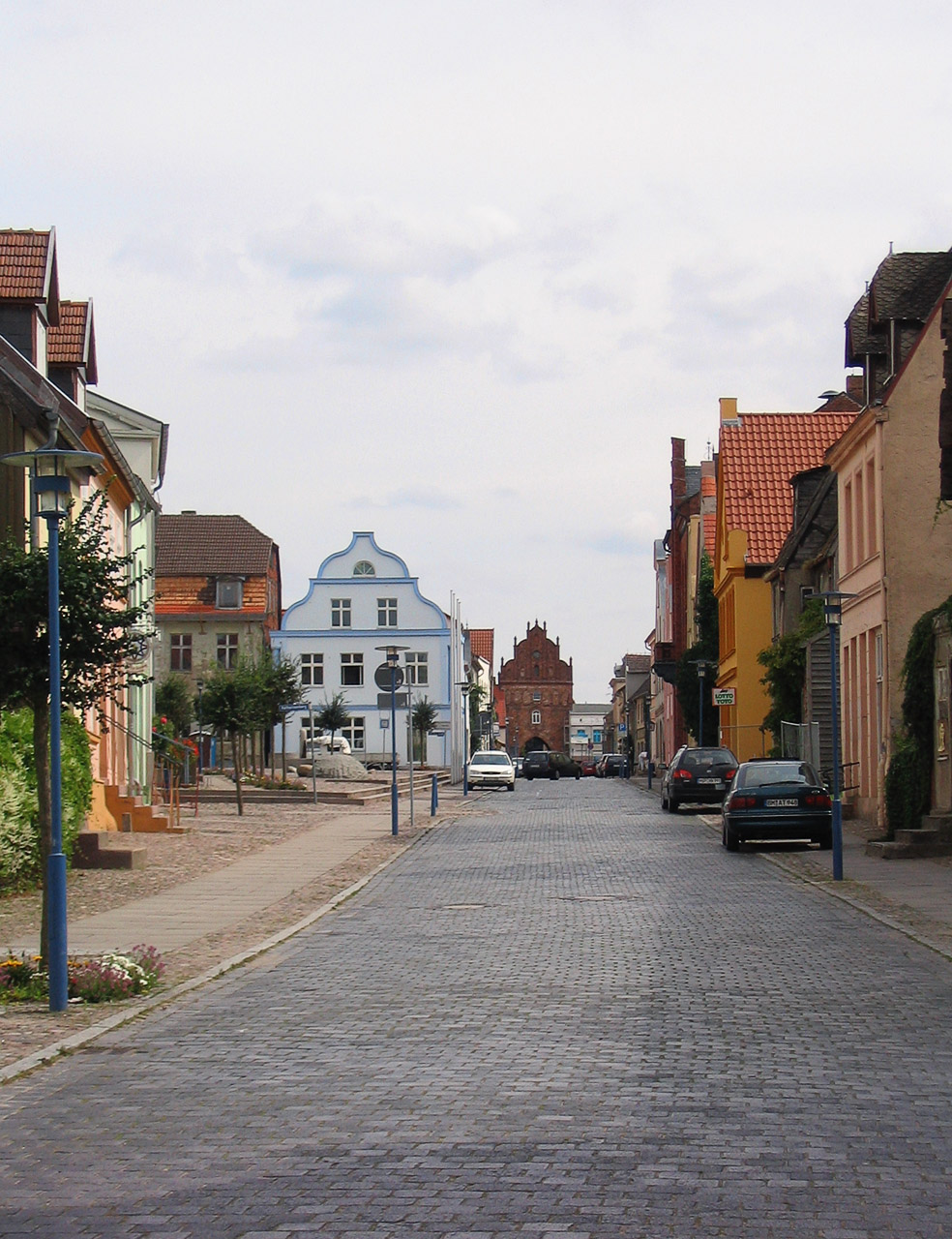
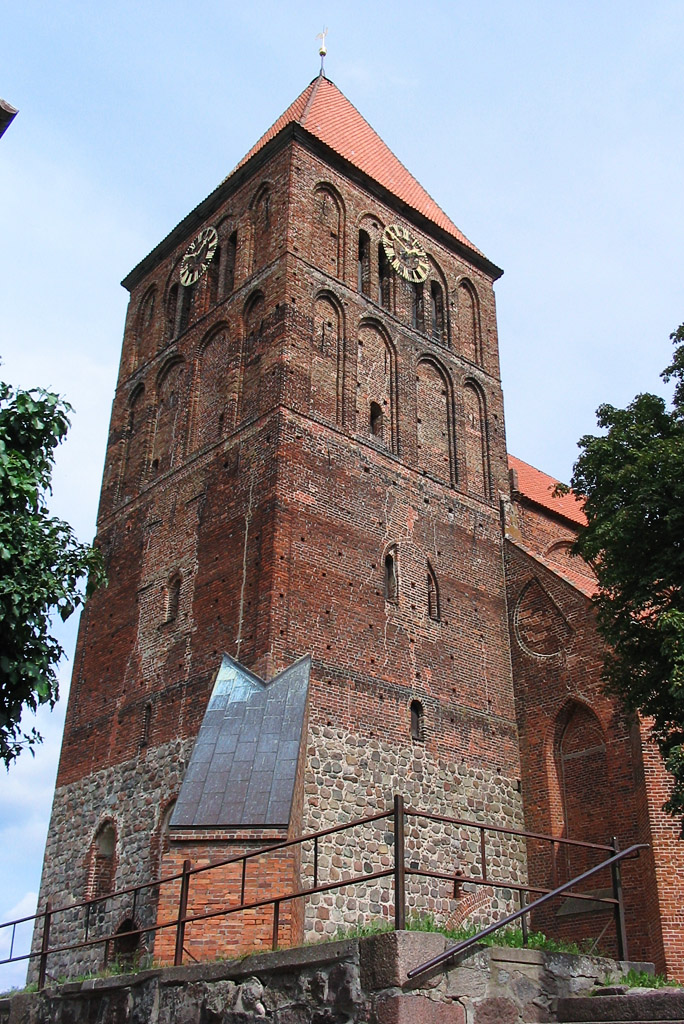
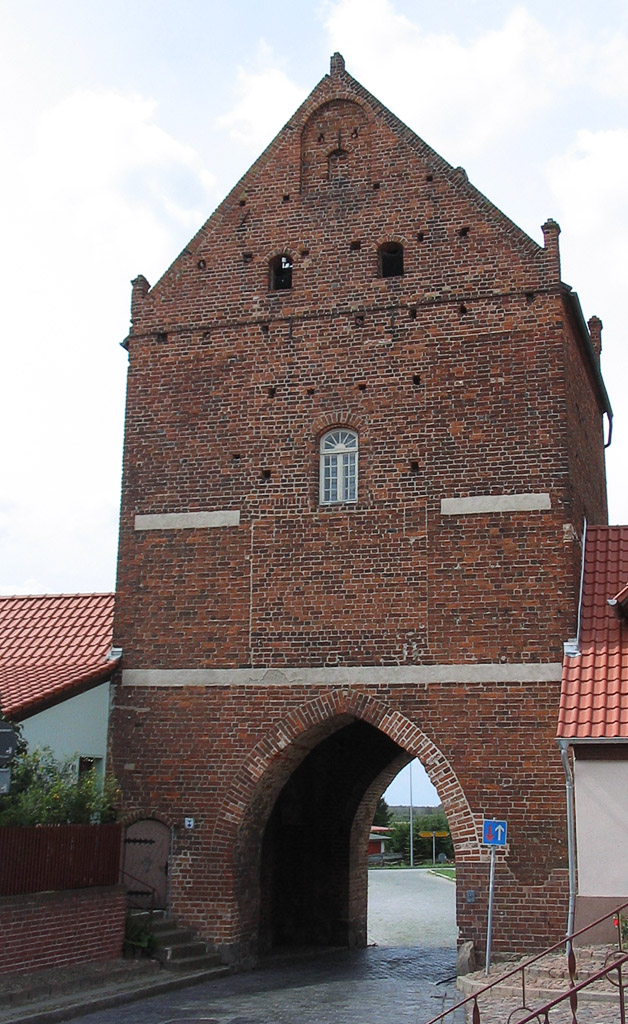
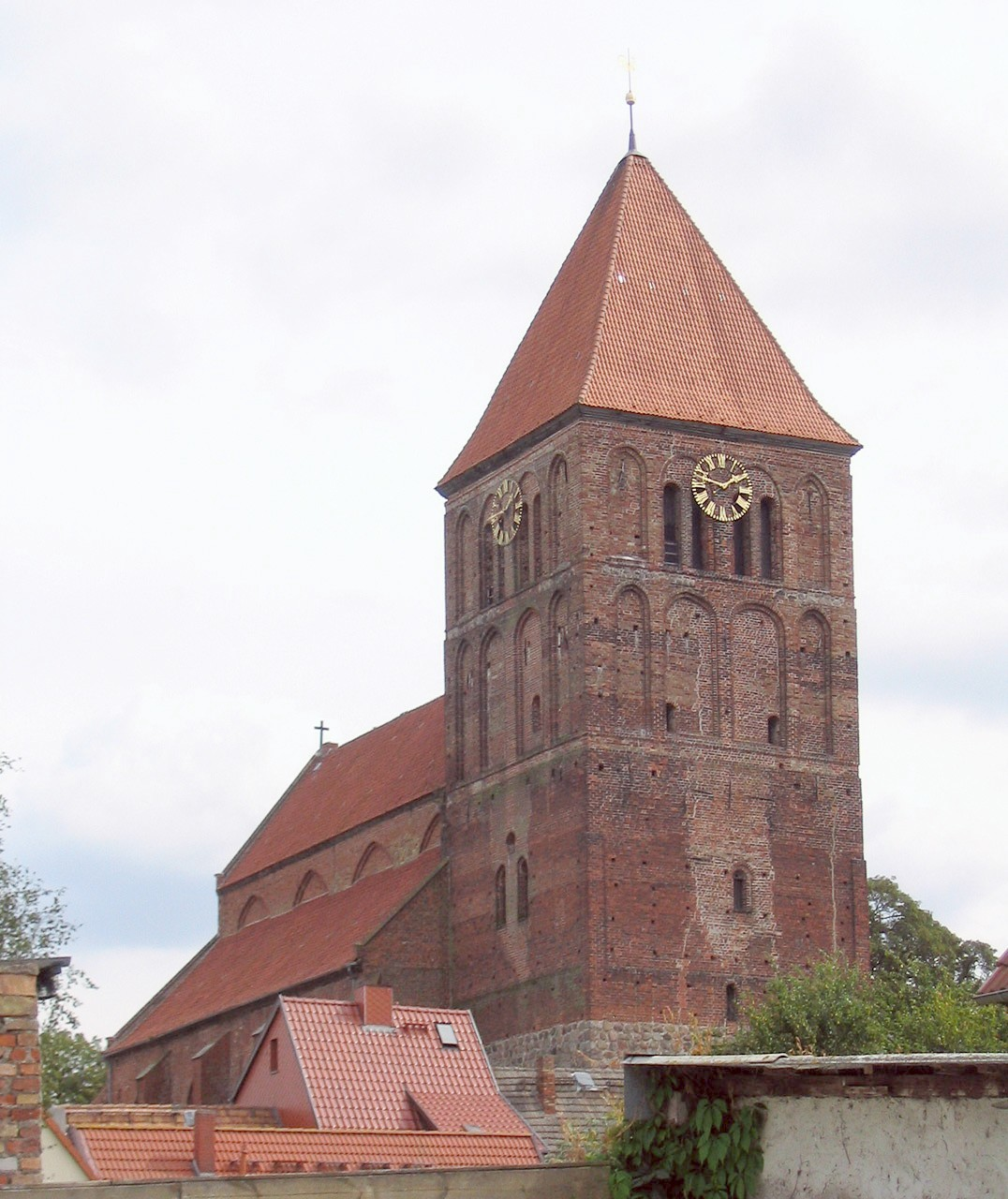